# Ziljica, Podklošter
Ziljica (nemško Gailitz) je naselje v Občini Podklošter v Okraju Beljak-dežela na Koroškem v Avstriji.